# Eugeniu Ștefănescu-Est
Eugeniu Ștefănescu-Est (n. 2 martie 1881, Craiova, România – d. 12 martie 1980, Galați, România) a fost un scriitor, poet, caricaturist, judecător și avocat român. Este tatăl creatorei de benzi desenate Marga Ștefănescu (1913-) și fiul compozitorului George Stephănescu.
A fost un poet simbolist de la începutul secolului al XX-lea. În 1903 a frecventat boema pariziană și a publicat caricaturi în reviste precum  L'Assiette au beurre, L'Indiscret sau La Chronique amusante. Pe lângă activitatea sa de judecător și avocat, a desenat, a pictat, a scris, a publicat romane, volume de poezii și traduceri din limba franceză. S-a căsătorit cu  Virginia Malcoci, cu care a avut avea doi copii: Margareta „Marga” și Miron. După ce soția sa a decedeat, cei doi copii au fost crescuți de o mătușă, profesoară la pensionul de fete  Notre Dame din București.
A debutat în poezie cu  Toamna în Foaia pentru toți, în 1897. Primul volum de poezii, Poeme, a apărut în 1911. A urmat Imperii efemere în 1925. În 1929 a publicat un volum de basme, Păunașul Codrilor.
În timpul celui de-al doilea război mondial a publicat romanele Spre o nouă viață (1941), Școala dragostei (1943) și Femei moderne (1944).